# Дешковице-Первше
Дешковице-Первше (пол. Deszkowice Pierwsze) — деревня в Замойском повете Люблинского воеводства Польши. Входит в состав гмины Сулув. Находится примерно в 19 км к западу от центра города Замосць. По данным переписи 2011 года, в деревне проживал 651 человек.

## Население
Демографическая структура по состоянию на 31 марта 2011 года:
|         | Всего | До трудоспособного возраста | Трудоспособного возраста | Старше трудоспособного возраста |
| ------- | ----- | --------------------------- | ------------------------ | ------------------------------- |
| Мужчины | 311   | 53                          | 218                      | 40                              |
| Женщины | 340   | 66                          | 182                      | 92                              |
| Всего   | 651   | 119                         | 400                      | 132                             |